# Brgule (gmina Ub)
Brgule (cyr. Бргуле) – wieś w Serbii, w okręgu kolubarskim, w gminie Ub. W 2011 roku liczyła 1163 mieszkańców.